# Obirsko narečje
Obirsko narečje (obirščina) je narečje slovenskega jezika, ki spada v koroško narečno skupino. Govori se na področju okoli Železne Kaple, v Selah, v porečju reke Bele in Obirskega potoka ter na Jezerskem.